# Natalism

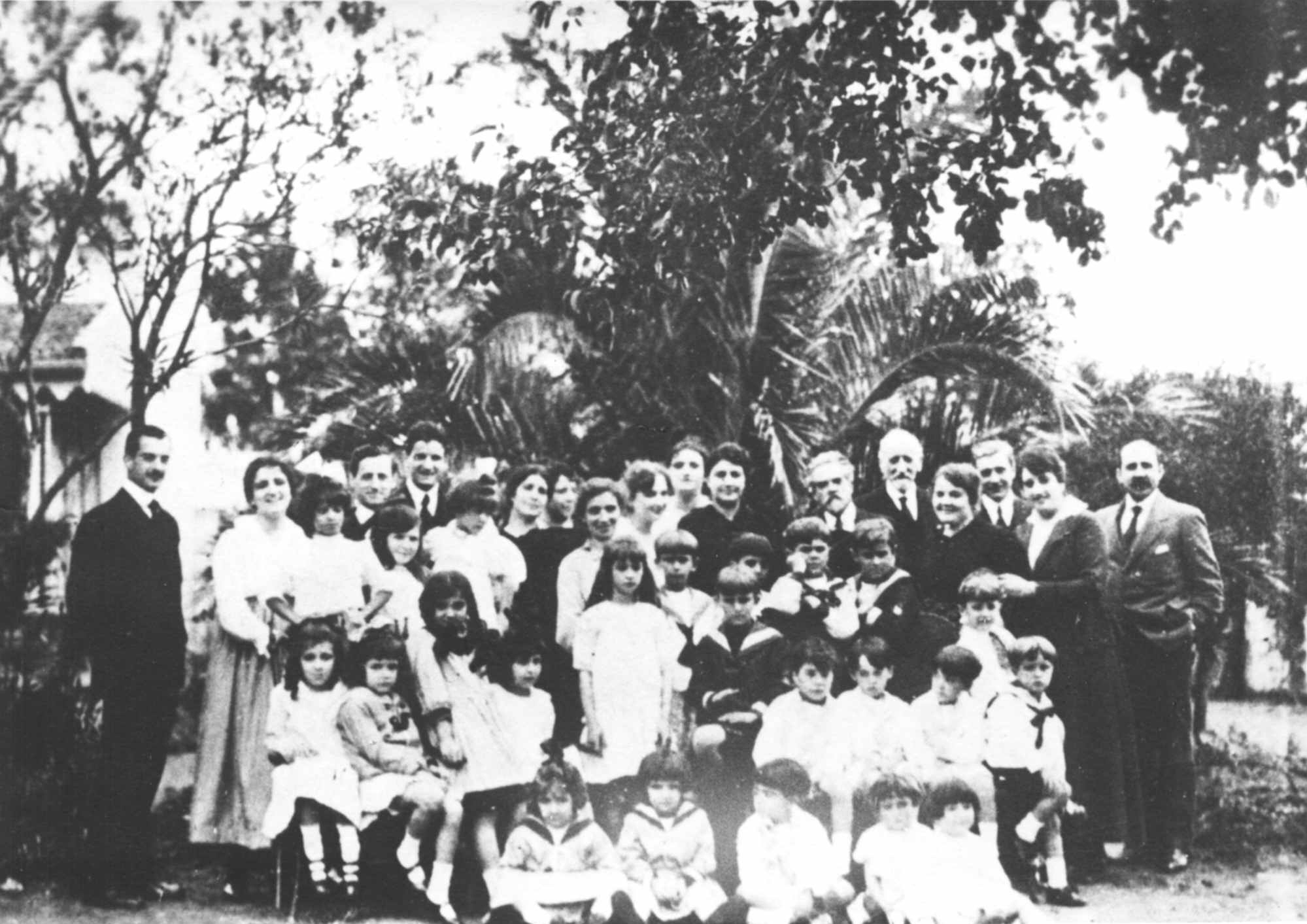
Den uruguayanske konservative politikern och katolske aktivisten Juan Zorrilla de San Martín (1855–1931), omgiven av sin familj. Han var gift två gånger och fick 16 barn under sitt liv.

Natalism (även kallad pronatalism eller pro-födelseposition) är en ideologi som främjar reproduktion av mänskligt liv som ett viktigt mål för att vara människa och förespråkar högt födelsetal. Enligt Merriam-Webster-ordboken härstammar termen, eftersom den hänför sig till själva tron, från 1971 och kommer från franskan: nataliste, bildad från franskan: natalité, födelsetal.
Natalism främjar barnafödande och föräldraskap som önskvärt av sociala skäl och för att säkerställa mänsklighetens kontinuitet. Natalism i offentlig politik syftar vanligtvis till att skapa ekonomiska och sociala incitament för befolkningar att reproducera sig, såsom att tillhandahålla skattelättnader som belönar att skaffa och stödja barn. De som följer striktare tolkningar av natalism kan också försöka begränsa tillgången till abort och preventivmedel. Motsatsen till natalism är antinatalism.

## Motiv

### Religion
Många religioner uppmuntrar fortplantning och religiöshet hos medlemmar är knuten till högre fertilitetstal. Judendomen, Islam och större grenar av kristendomen, som Jesu Kristi Kyrka av Sista Dagars Heliga och den katolska kyrkan uppmuntrar fortplantning. År 1979 visade en forskningsartikel att Amishfolket hade i genomsnitt 6,8 barn per familj. En rörelse bland konservativa protestanter, känd som Quiverfull-rörelsen, förespråkar stora familjer och ser barn som välsignelser från Gud.

## Avsikt att skaffa barn
Avsikt att skaffa barn är en mer betydande fertilitetsfaktor för att faktiskt sluta med det, men barnlösa individer som tänker skaffa barn omedelbart eller inom två eller tre år har i allmänhet större chans att lyckas än de som tänker skaffa barn på lång sikt. Det finns många avgörande faktorer för avsikten att skaffa barn, såsom:
- Moderns preferens för familjens storlek, vilket påverkar barnens storlek genom tidig vuxen ålder.[14] Likaså påverkar den utökade familjen fertilitetsavsikterna, med ökat antal syskonbarn och syskonbarn som ökar det föredragna antalet barn.[13]

- Social press från anhöriga och vänner att skaffa ett barn till.[13]

- Socialt stöd. En studie från Västtyskland kom dock fram till att både män som inte får något stöd alls och män som får stöd från många olika personer har lägre sannolikhet att ha för avsikt att skaffa ett barn till, varvid det senare troligen är relaterat till koordinationsproblem.[13]

- Lycka, med gladare människor som tenderar att vilja ha fler barn.[13]

- Trygg bostadssituation.[15]

## Natalistisk politik
Enligt FN hade andelen länder med pronatalistisk politik ökat från 20 procent 2005 till 28 procent 2019.
Ungefär i början av 2020-talet började hotet om en "global demografisk kollaps" diskuteras bland rika tech- och riskkapitalistkretsar och delar av den politiska högern. I Europa har Ungerns premiärminister Viktor Orbán gjort natalism till en central del av sin politiska agenda. I USA inkluderar nyckelfigurer Kevin Dolan, arrangör av Natal Conference, Simone och Malcolm Collins, grundarna av Pronatalist.org, och Elon Musk, som upprepade gånger använt sin offentliga plattform för att diskutera globala födelsetal.
Förespråkare av pronatalism hävdar att fallande födelsetal kan leda till ekonomisk stagnation, minskad innovation och en ohållbar belastning på sociala system på grund av en åldrande befolkning. Rörelsen menar att utan en betydande ökning av födelsetalen kan civilisationernas hållbarhet vara i fara. Elon Musk har kallat det en "mycket större risk" än global uppvärmning.
Vissa länder med befolkningsminskning erbjuder incitament till folket att skaffa stora familjer som ett medel för nationella ansträngningar för att vända minskande befolkningar. Incitament kan inkludera en engångsbonus för barn eller pågående barnbidrag eller skattereduktioner. Vissa utdömer straff eller skatter för dem med färre barn. Vissa nationer, som Japan, Singapore, Sydkorea, och Taiwan, har infört, eller försökt införa, interventionistisk natalistisk politik, vilket skapar incitament för större familjer bland infödda bestånd. Invandrare är i allmänhet inte en del av natalistisk politik.
Policy för betald mamma- och pappaledighet kan också användas som ett incitament. Till exempel har Sverige generös föräldraledighet där föräldrar har rätt att dela på 16 månaders betald ledighet per barn, med kostnaden fördelad på både arbetsgivare och stat.
Böcker som förespråkar natalistisk politik som What to Expect When No One's Expecting by Jonathan V. Last.

## Konkreta åtgärder
Natalism inom offentlig politik syftar oftast till att skapa ekonomiska och sociala incitament för befolkningen att reproducera sig, till exempel genom att erbjuda skatteincitament som belönar att ha och försörja barn.
Vissa länder med befolkningsminskning erbjuder incitament till befolkningen att skaffa stora familjer som ett led i nationella insatser för att vända den negativa befolkningstrenden. Incitament kan vara en engångsutbetalning som en babypremie, löpande barnbidrag eller skattesänkningar. Vissa länder inför även straff eller skatt på barnlöshet för dem med färre barn. Några länder, såsom Japan, Singapore, och Sydkorea, har infört, eller försökt införa, interventionistiska natalistiska policys som skapar incitament för större familjer.
Betald föräldraledighet kan också användas som ett incitament. Till exempel har Sverige generösa föräldraledigheter där föräldrar har rätt att dela på 16 månaders betald ledighet per barn, med kostnaderna fördelade mellan arbetsgivare och stat. Dock har de inte uppnått den önskade effekten.

### Natalistiska utmärkelser

#### Nuvarande
- Modershjältinna (Ryssland) – sedan 2022, till mödrar som fött och uppfostrat tio eller fler barn.
- Altyn Alka (Kazakstan) – till mödrar som uppfostrat minst sju barn.
- Kumis Alka (Kazakstan) – till mödrar som uppfostrat minst sex barn.

#### Tidigare
- Mother Heroine (Sovjetunionen) 1944–1991
- Order of Maternal Glory (Sovjetunionen) 1944–1991
- Cross of Honour of the German Mother (Nazityskland) 1939–1945
- Mother Heroine (Albanien) 1940-talet
- Glory to the Mother (Albanien) – hedersutmärkelse till mödrar med 9 barn, senare sänkt till 7 barn.

## Postkommunistiska länder

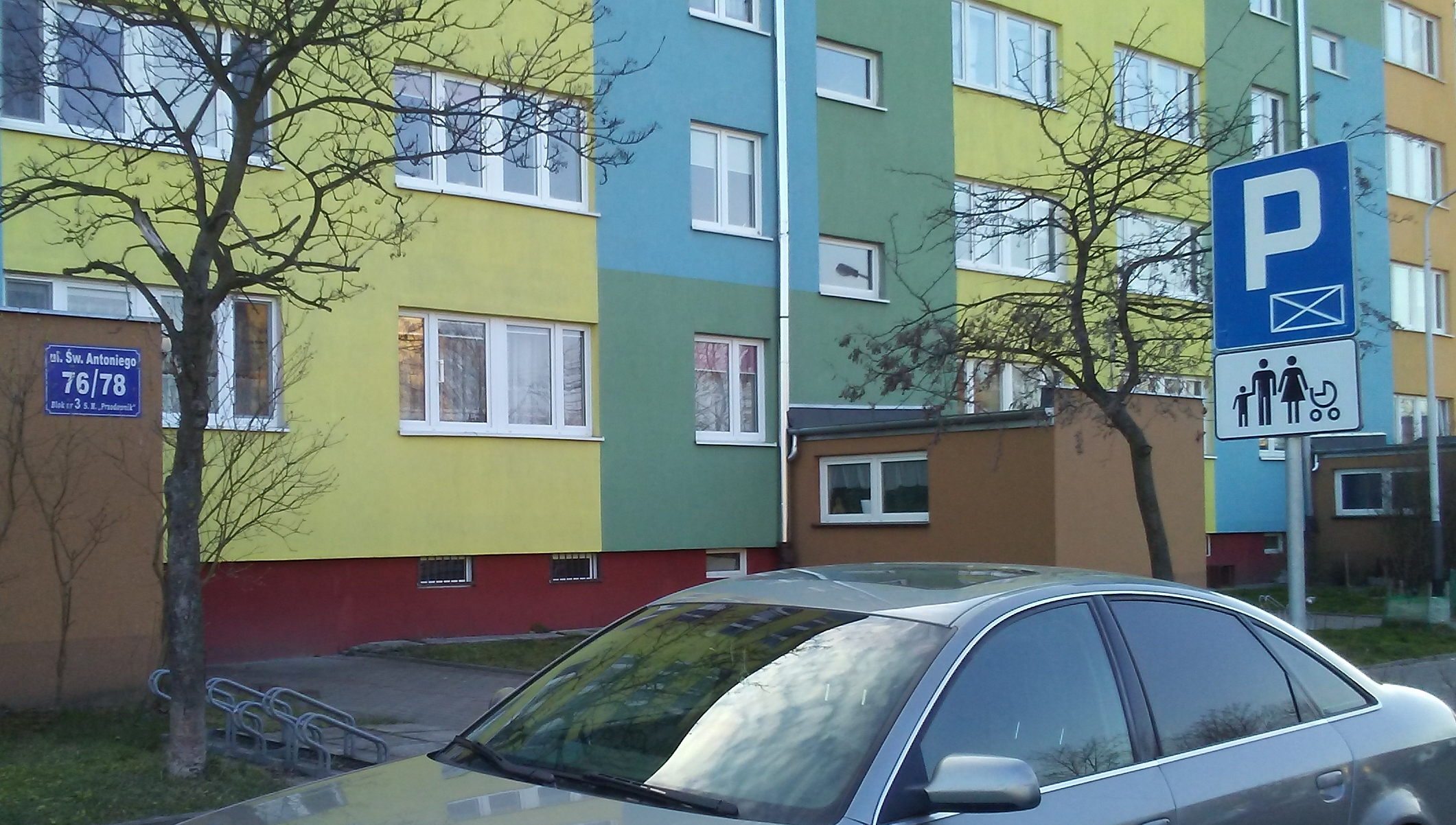
Parkering för familjer med barn, bostadsområde i Tomaszów Mazowiecki, Polen

### Ryssland
Natalistiskt tänkande var vanligt under Sovjettiden. Efter en kort period under 1920-talet med strikt kommunistisk doktrin och försök att uppfostra barn kollektivt, i kombination med statligt sjukvård, övergick Sovjet till neo-traditionalism som främjade familjevärden och nykterhet, förbjöd aborter och gjorde skilsmässor svårare att få. Natalistiska ideal framhölls och förlöjligade ansvarslösa föräldrar. När ökade möjligheter för kvinnor att arbeta ledde till befolkningskris under 1930-talet, utökade regeringen tillgången till barnomsorg från två års ålder. Efter det stora fosterländska kriget gavs extra ekonomiskt stöd till kvinnor med barn eller som var gravida. Trots detta fortsatte födelsetalen att sjunka fram till 1970-talet.
Efter Sovjetunionens fall 1991 sjönk fertiliteten kraftigt. År 2006 gjorde Vladimir Putin demografi till en viktig fråga och införde en tvådelad strategi med både ekonomiska belöningar och sociokulturella åtgärder. Ett exempel är programmet för moderskapkapital, där kvinnor får bidrag som kan användas till förbättrat boende eller barns utbildning, och även sparas till pension.
I augusti 2022 återinförde Ryssland Sovjettidens Mother Heroine-utmärkelse för mödrar med tio barn.
I november 2024 undertecknade president Putin en lag som förbjuder "propaganda för frivillig barnlöshet" för att öka födelsetalen i Ryssland. Ryssland är det första landet i världen med en sådan lag.

### Ungern

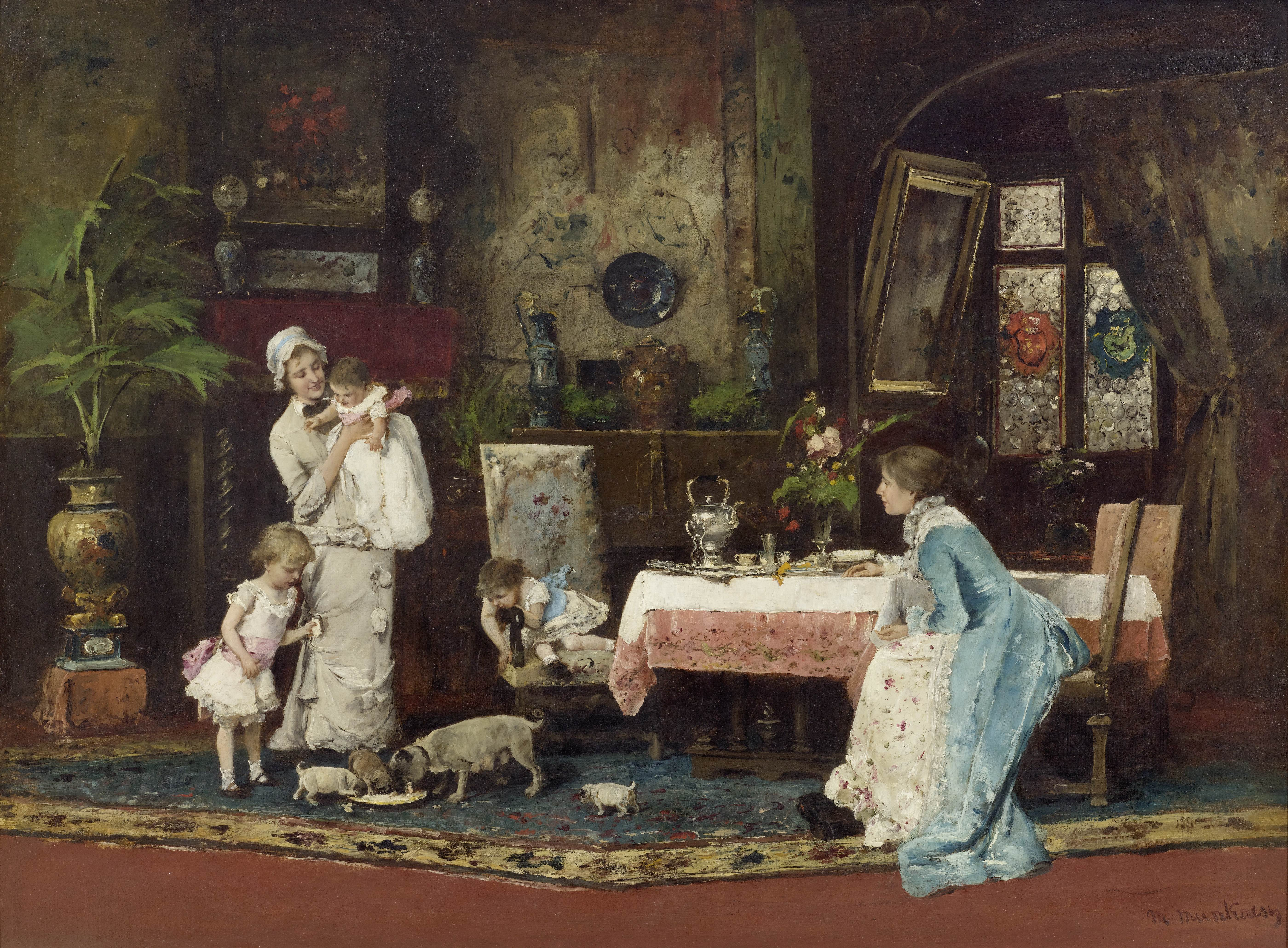
Two families av Mihály Munkácsy (1877).

Ungerska regeringen under Viktor Orbán meddelade 2019 ekonomiska incitament, inklusive slopad skatt för mödrar med fler än tre barn, minskade kreditkostnader och enklare lån, samt utökad tillgång till daghem och förskolor.
Regeringen har infört omfattande familjestöd, inklusive skattebefrielser för mödrar med tre eller fler barn, subventionerade bostadslån och livstidsinkomstskattebefrielser för mödrar med fyra eller fler barn. Trots dessa insatser ligger Ungerns fertilitet under reproduktionsnivån, och experter menar att ekonomiska incitament inte räcker för att lösa de underliggande demografiska problemen.